# Oligochernes bachofeni
Oligochernes bachofeni es una especie extinta de arácnido  del orden Pseudoscorpionida de la familia Chernetidae.

## Distribución geográfica
Se encontraba en el Ámbar báltico.